# Datlík
Datlík je český rodový název pro tři druhy datlovitých ptáků z parafyletického rodu Picoides. Skupina těchto tří druhů se nazývá Picoides sensu stricto. V Česku žije vzácný datlík tříprstý.

## Druhy
- datlík tříprstý (Picoides tridactylus) (Linné, 1758)
- datlík smrkový (Picoides dorsalis) Baird, 1858
- datlík černohřbetý (Picoides arcticus) (Swainson, 1832)